# Enfermedad de Paget extramamaria
La  enfermedad de Paget extramamaria (acrónimo (en inglés) EMPD) es un adenocarcinoma usualmente no invasivo de la piel fuera de la glándula mamaria e incluye a la enfermedad de Paget de la vulva y la enfermedad de Paget del pene. 
El origen de las células neoplásicas puede ser de las glándulas apócrinas o de células madres epiteliales. Las áreas de la piel ricas en glándulas apócrinas son las de la región genital, donde se ubica la EMPD.

## Signos y síntomas
Sus signos y síntomas son una lesión cutánea frecuentemente vista como un eczema, que puede inflamarse o dar dolor. Una biopsia establecería el diagnóstico. La histología de la lesión es la misma que para la enfermedad de Paget del pezón.

## Tipos
La enfermedad de Paget de la vulva puede ser una lesión primaria o asociarse con un adenocarcinoma originalmente de órganos locales como la glándula de Bartholin, la uretra, o el recto, y así ser secundaria. Los pacientes tienden a estar en el rango postmenopáusico.
La enfermedad de Paget del pene también puede ser primaria o secundaria, y es menos común que la enfermedad de Paget del genital femenino.

## Enfermedad primaria
Es importante excluir que la lesión se asocie con otro cáncer. La enfermedad primaria usualmente se trata con escisión quirúrgica.

## Historia
James Paget la describió en 1874. Radcliffe Crocker reporta el primer caso de EMPD en 1889, cuando describe a un paciente con lesión cutánea afectando pene y escroto, encontrando que era idéntica a la descrita por Paget. La EMPD se halla en un número de locaciones donde las glándulas apócrinas son comunes.